# Satyrotaygetis satyrina
Satyrotaygetis satyrina är en fjärilsart som beskrevs av Bates 1865. Satyrotaygetis satyrina ingår i släktet Satyrotaygetis och familjen praktfjärilar. Inga underarter finns listade.